# Штальбург (Відень)
Штальбург (нім. Stallburg) — будівля в стилі ренесансу в історичному центрі Відня, розташована між Йозефсплац і Міхаелерплац. Є частиною палацу Гофбург.

## Історія

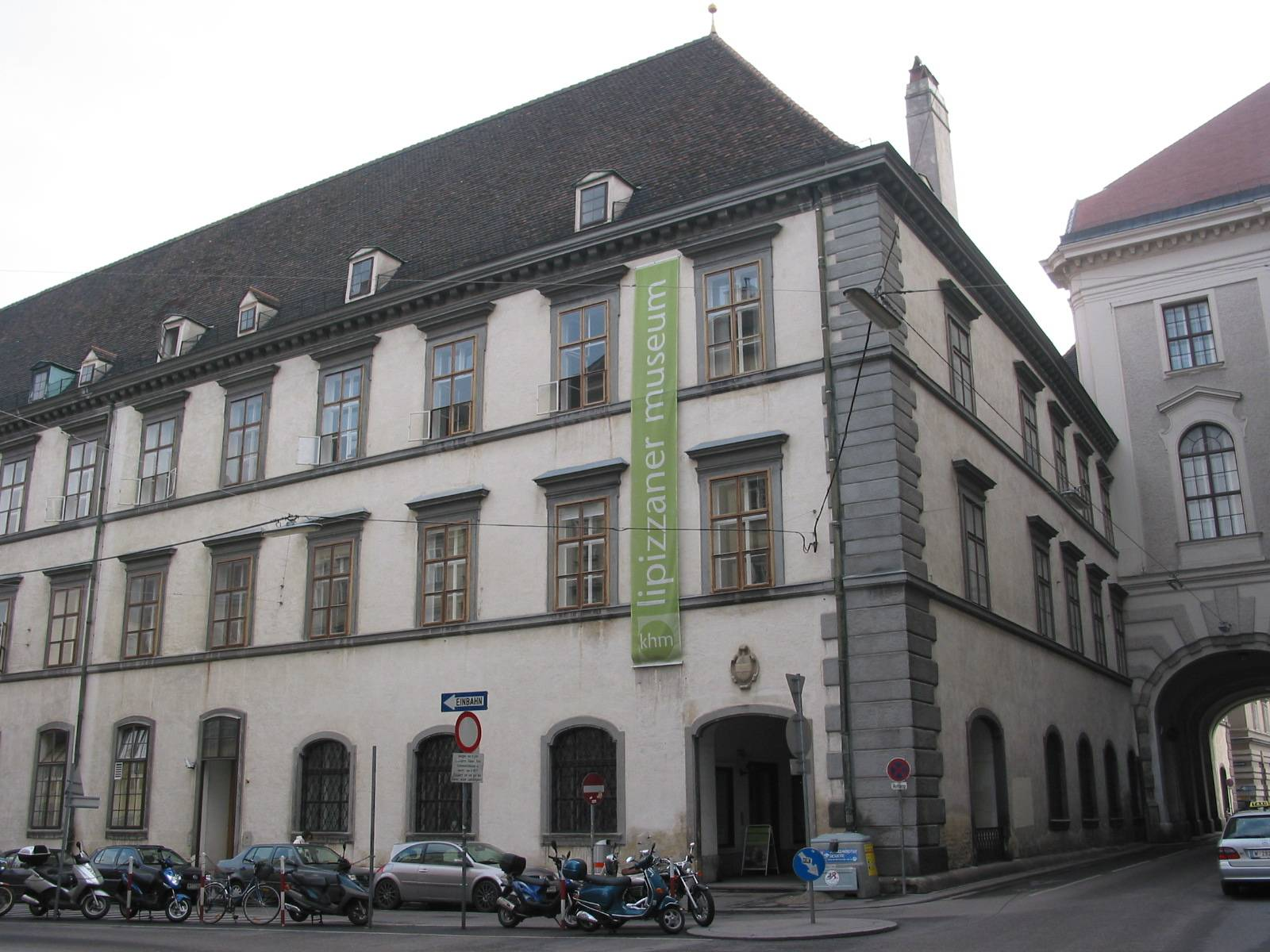
Штальбург, північний фасад

Житловий будинок ерцгерцога Максиміліана, пізніше імператора Максиміліана II, був побудований приблизно в 1558—1565 роках як резиденція. З 1659 по 1776 рік тут містилася колекція мистецтва ерцгерцога Леопольда Вільгельма, що називалася галереєю Шталбург (нім. Stallburg-Galerie). Ця колекція пізніше, з 1889 року, стала основою Музею історії мистецтв. Згодом ця будівля стала імператорською конюшнею. Саме від коней імператорської родини походить назва Штальбург. За правління імператора Карла VI. тут містилися коні іспанської школи верхової їзди. У 1675 році посеред подвір'я було побудовано фонтан із кованими ґратами.

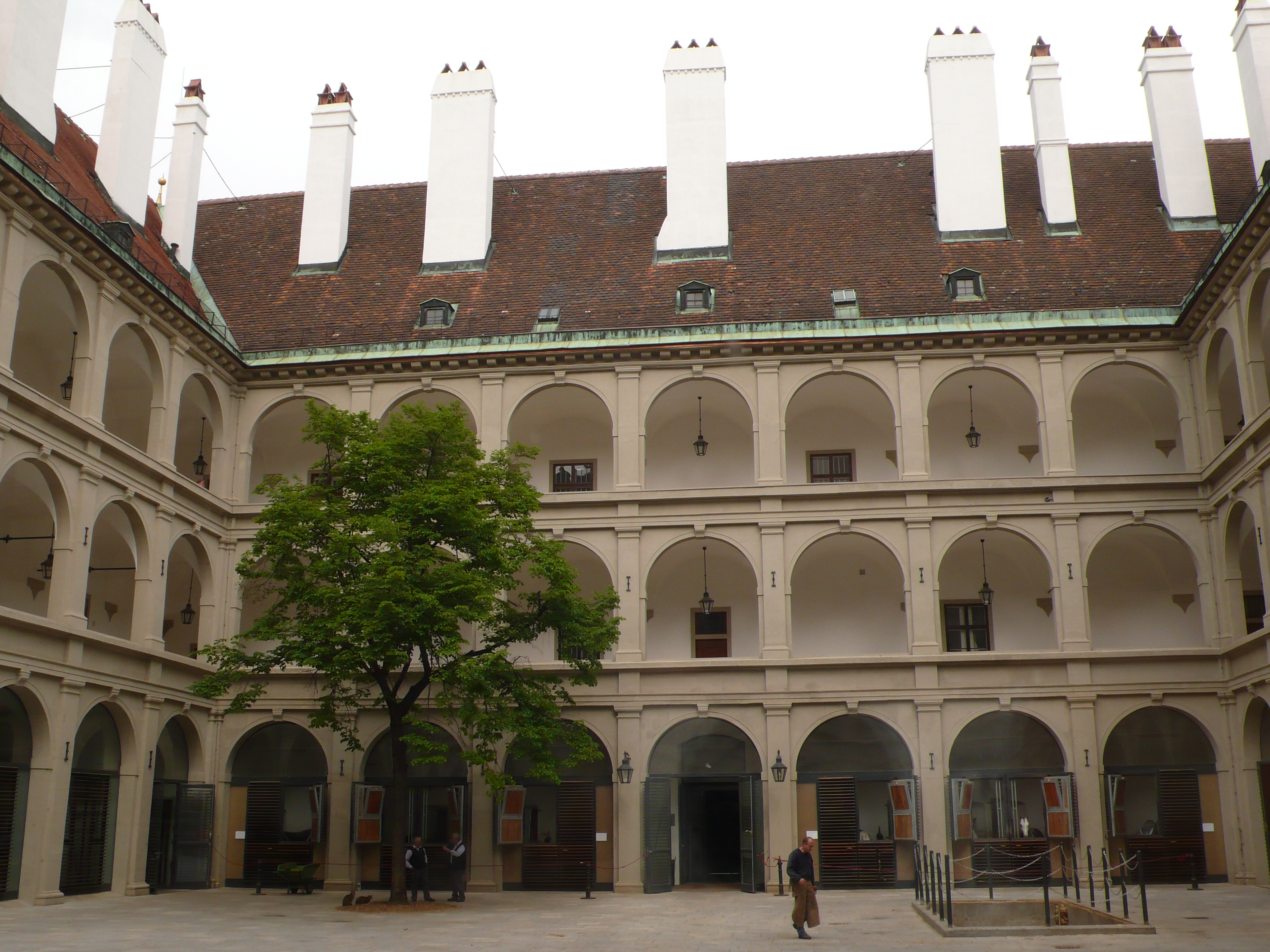
Штальбург, аркадний двір

Будівля замку серйозно постраждала і була пошкоджена бомбами в 1945 році незадовго до закінчення Другої світової війни. У 1947—1948 роках вона була відновлена відповідно до оригіналу. Прохід з аркадами між Гофбургом і Штальбургом був відкритий 1 липня 1948 року, тоді ж аркадний прохід уздовж Штальбурггассе був відкритий для пішоходів. Арки часів Відродження у внутрішньому дворику були відновлені з 1955 по 1960 роки. Після більш ніж 300 років будівлю відновлено до первісного стану. У конюшнях тимчасово розмістили галерею Музею історії мистецтв.
Сьогодні тут розміщуються конюшні ліпіцанці Іспанської школи верхової їзди, пов'язана з нею кінна ферма знаходиться в місті Кефлах в Штирії. Зараз можна відвідати внутрішній двір будівлі, а поруч з ним знаходився нині закритий музей ліпіцанерів.
На другому поверсі розміщені парламент Австрії та Австрійське товариство зовнішньої політики та ООН. На першому поверсі розташований технічний центр та інші офіси.